# Мистецтво Албанії

прапор Албанії

Мистецтво Албанії відображає своїх колишніх конкістадорів, а саме: греків, римлян, і візантійців, що можна простежити в іконопису і в архітектурі церков. У релігійних картинах, мозаїках, і фресках простежується очевидний вплив ісламу. Такі постмодерністські художники, як Анрі Сала, Сіслей Ксхафа, і Хелідон Гіоргі, мають албанське походження. Статуя Ськандербега, встановлена в Тирані, є працею албанського скульптора Одіші Паскалі. Албанія є батьківщиною знаменитого поета Ісмаїла Кадаре. У країні весь рік проводяться різні кінофестивалі, але кіновиробництво і театр в країні недостатньо розвинені.

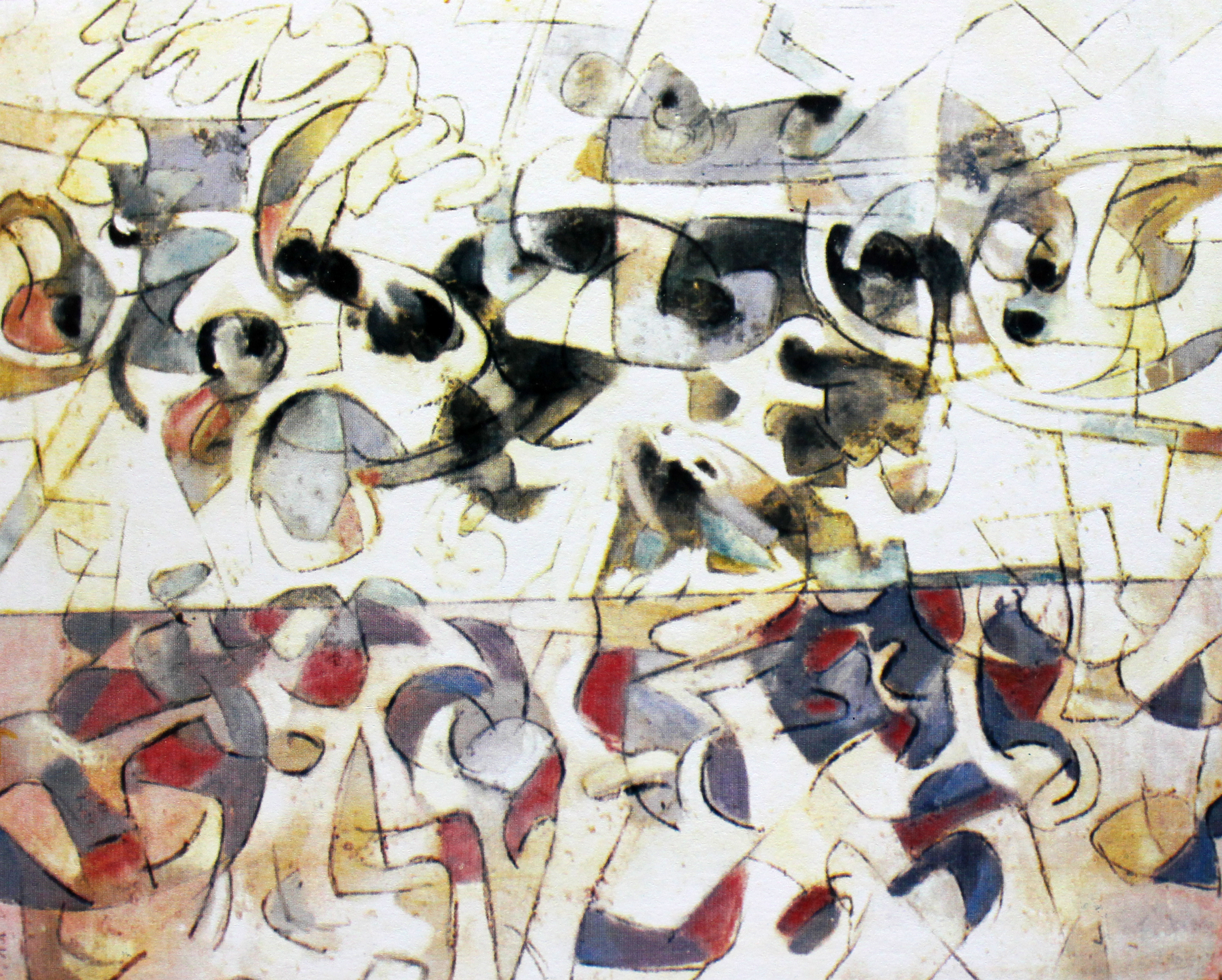
Ібрагім Кодра, Море, 1968, Національна галерея Косово

В Албанії є громадська радіо- і ТВ-мовна станція Radio Televizioni Shqiptar («Радіо і телебачення Албанії»). У національному театрі Албанії були поставлені і зіграні світові класичні п’єси, внаслідок чого він, безсумнівно, вносить свій внесок в культуру і мистецтво країни.
| Прапор Албанії | Це незавершена стаття про Албанію. Ви можете допомогти проєкту, виправивши або дописавши її. |